# Gnadochaeta metallica
Gnadochaeta metallica är en tvåvingeart som först beskrevs av Townsend 1891.  Gnadochaeta metallica ingår i släktet Gnadochaeta och familjen parasitflugor. Inga underarter finns listade i Catalogue of Life.